# Waipahu
Waipahu è una ex piantagione di canna da zucchero, ora un census-designated place degli Stati Uniti d'America, nella contea di Honolulu, nello stato delle Hawaii.